# Норман, Фёдор Карлович
Фёдор Карлович Норман (ок. 1732 — не ранее 1800) — вологодский губернатор в 1798—1800 годах, действительный статский советник.
С 1742 обучался в кадетском корпусе. Служил в Ингерманландском и Бутырском пехотных полках. С 1765 на гражданской службе (коллежский советник) в канцелярии строений в конторе строения Воскресенского Новодевичьего монастыря.
В 1774—1781 первый директор конторы казённых Сибирских винокуренных заводов. Затем на службе в Вологде: советник наместнического правления, советник палаты гражданского суда, с 1793 года — статский советник, председатель Палаты суда и расправы. Действительный статский советник с 5.04.1797.
- 22.04.1798—14.12.1798 — Белорусский вице-губернатор.
- 14.12.1798—09.02.1800  — Вологодский губернатор.

Жена — Мария Ивановна Росси.